# Gmina Cetynia
Gmina Cetynia (czar., sr. Пријестоница Цетиње / Prijestonica Cetinje – Stolica Cetynia) – gmina w Czarnogórze. Jej stolicą jest miasto Cetynia.
Gminę zamieszkuje 16 657 ludzi, co stanowi 2,69% ludności państwa.

## Miejscowości
W gminie znajduje się 102 miejscowości: miasto Cetynia i 101 wiosek. Zgodnie z postanowieniem ustawy o organizacji terytorialnej wioski Donje Selo, Dubovo, Žabljak, Kranji Do, Lješev Stub i Ožegovice otrzymały nazwy: Donja Sela, Dubova, Žabljak Crnojevića, Krajnji Do, Lješev Stup i Ožegovica; a także utworzono nowe wioski – Bata, Dolovi, Gornič, Ivanova Korita, Jasikovica, Kruševica, Ljubotinj i Tisovac.

## Struktura demograficzna
Na podstawie spisu powszechnego z 2011 roku:

### Ludność w gminie według płci
| Kobiety | Mężczyźni |
| ------- | --------- |
| 8 626   | 8 031     |
| 51,79%  | 48,21%    |

### Struktura ludności między miastem a wsią
| Miasto Herceg Novi | Reszta miejscowości |
| ------------------ | ------------------- |
| 14 093             | 2 564               |
| 84,61%             | 15,39%              |

### Grupy etniczne w gminie
| Ludność według kryterium etnicznego (>1%) | Ludność według kryterium etnicznego (>1%) | Ludność według kryterium etnicznego (>1%) | Ludność według kryterium etnicznego (>1%) | Ludność według kryterium etnicznego (>1%) |
| ----------------------------------------- | ----------------------------------------- | ----------------------------------------- | ----------------------------------------- | ----------------------------------------- |
| Narodowość                                |                                           | procent (%)                               |                                           |                                           |
| Czarnogórcy                               |                                           | 90,54                                     |                                           |                                           |
| Serbowie                                  |                                           | 4,36                                      |                                           |                                           |
| reszta                                    |                                           | 2,35                                      |                                           |                                           |
| niezadeklarowani                          |                                           | 2,74                                      |                                           |                                           |
|                                           |                                           |                                           |                                           |                                           |

- Czarnogórcy: 15 082 osoby (90,54%)
- Serbowie: 727 osób (4,36%)
- Pozostali: 391 osób (2,35%)
- Nieokreśleni: 457 osób (2,74%)

### Grupy językowe w gminie
| Ludność według kryterium językowego (>1%) | Ludność według kryterium językowego (>1%) | Ludność według kryterium językowego (>1%) | Ludność według kryterium językowego (>1%) | Ludność według kryterium językowego (>1%) |
| ----------------------------------------- | ----------------------------------------- | ----------------------------------------- | ----------------------------------------- | ----------------------------------------- |
| Język                                     |                                           | procent (%)                               |                                           |                                           |
| czarnogórski                              |                                           | 82,83                                     |                                           |                                           |
| serbski                                   |                                           | 11,25                                     |                                           |                                           |
| reszta                                    |                                           | 3,04                                      |                                           |                                           |
| niezadeklarowani                          |                                           | 2,88                                      |                                           |                                           |
|                                           |                                           |                                           |                                           |                                           |

- Język czarnogórski: 13 797 osób (82,83%)
- Język serbski: 1 874 osoby (11,25%)
- Pozostałe języki: 506 osób (3,04%)
- Nie określono: 480 osób (2,88%)

### Grupy wyznaniowe w gminie
| Ludność według kryterium religijnego (>1%) | Ludność według kryterium religijnego (>1%) | Ludność według kryterium religijnego (>1%) | Ludność według kryterium religijnego (>1%) | Ludność według kryterium religijnego (>1%) |
| ------------------------------------------ | ------------------------------------------ | ------------------------------------------ | ------------------------------------------ | ------------------------------------------ |
| Religia                                    |                                            | procent (%)                                |                                            |                                            |
| Prawosławni                                |                                            | 92,15                                      |                                            |                                            |
| Ateiści i agnostycy                        |                                            | 1,51                                       |                                            |                                            |
| reszta                                     |                                            | 3,59                                       |                                            |                                            |
| niezadeklarowani                           |                                            | 2,75                                       |                                            |                                            |
|                                            |                                            |                                            |                                            |                                            |

- Prawosławni: 15 349 osób (92,15%)
- Ateiści i agnostycy: 252 osoby (1,51%)
- Pozostali: 598 osób (3,59%)
- Nieokreśleni: 458 osób (2,75%)